# Triatoma neotomae
Triatoma neotomae är en insektsart som beskrevs av Arthur Neiva 1911. Triatoma neotomae ingår i släktet Triatoma och familjen rovskinnbaggar. Inga underarter finns listade i Catalogue of Life.